# Friedrich Snell
Friedrich Heinrich Christian Salomon Snell (* 23. August 1813 in Kronberg im Taunus; † 10. September 1878 in Reichelsheim) war ein deutscher Pfarrer und nassauischer Politiker.

## Leben
Friedrich Snell stammte aus einer hessischen Akademikerfamilie, besuchte 1828 bis 1831 das Gymnasium Weilburg und studierte ab 1831 Theologie an der Universität Bonn und am Seminar in Herborn. Nach dem Examen 1835 war er 1835 bis 1838 Lehrer am Will´schen Privatinstitut in Diez. 1839 bis 1840 war er Verwalter der Pfarrstelle in Laufenselden, 1840 bis 1841 Vikar in Okriftel, 1841 in Nordenstadt und von 1841 bis 1846 in Kloppenheim. 1846 bis 1856 war er Pfarrer in Langenbach, 1856 bis 1864 in Hohenstein und 1864 bis 1878 in Reichelsheim.
Nach der Märzrevolution wurde er nach dem Rücktritt von Paul Weilbächer in einer Nachwahl im Wahlkreis 12 (Wiesbaden/Hochheim) von 1848 bis 1851 Mitglied der Nassauischen Ständeversammlung. Dort gehörte er dem Club der Linken an. Friedrich Snell war einer der führenden Republikaner der Märzrevolution in Nassau. Er wurde 1848 Mitbegründer des „Volksvereins an der unteren Weil“ in Langenbach und war Mitglied im „Verein zur Wahrung der Volksrechte“ in Wiesbaden. Wegen seiner politischen Tätigkeiten wurde gegen ihn in seiner Zeit als Abgeordneter ein kirchliches Disziplinarverfahren angestrengt und er wurde vorübergehend seines Amtes enthoben. Er war Teilnehmer des Idsteiner Demokratenkongresses der radikalen Demokraten im Juni 1849 und wurde dort in den Vorstand und den Landesausschuss gewählt. Im folgenden Hochverratsprozess gegen führende Teilnehmer vom 8. bis 15. Februar 1850 vor dem Kriminalgericht Wiesbaden wurden er und die anderen Angeklagten durch die Geschworenen freigesprochen.

## Familie
Friedrich Snell war der Sohn des Pfarrers Johann Friedrich Snell (* 6. März 1784 in Gießen; † 2. November 1839 in Laufenselden). Der Großvater väterlicherseits war der nassauische Oberschulrat und Landtagsabgeordnete Christian Wilhelm Snell. Sein Vater Friedrich Snell heiratete im September 1812 in Kronberg Susanna Elisabetha Wilhelmine geborene Michel (1789–1842), die Tochter des Weißgerbermeisters Johann Philipp Michel und dessen Frau Louisa Wilhelmina geborene Grill.